# Éthique de la vertu
L'éthique de la vertu est une expression utilisée en philosophie morale contemporaine, afin de la distinguer de deux autres courants majeurs de l'éthique normative : la morale déontologique, qui insiste sur le devoir moral propre à l'action, et le conséquentialisme, qui insiste sur les conséquences de l'action. L'éthique de la vertu insiste sur l'importance des traits caractéristiques d'une personne, et prête ainsi davantage attention à ce qu'on considère habituellement sous le nom de vertus. Différentes éthiques de la vertu existent selon la ou les vertus mises en avant : l'honnêteté, la sympathie, la prudence voire la phronesis grecque, ou encore la sagacité, la douceur, le courage. Ces vertus sont mises en avant parce qu'elles permettent la réalisation de soi, autrement dit de mener une vie bonne. Trois des concepts centraux de ce type de philosophie sont la vertu, la sagesse pratique et l'eudémonisme (penser qu'une vie bonne est une vie heureuse).

## Différence avec le conséquentialisme et le déontologisme
La philosophe Rosalind Hursthouse introduit ainsi la différence entre l'éthique de la vertu, l'éthique déontologique et le conséquentialisme : 
« Imaginons qu'il soit évident que quelqu'un qui a besoin d'aide devrait être aidé. Un utilitariste soulignerait le fait que les conséquences d'une telle action maximiseraient le bien-être ; un déontologiste soulignerait le fait que, ce faisant, l'agent agira en accord avec une règle morale telle que « Fais aux autres ce que tu voudrais que l'on te fasse » ; et un tenant d'une éthique de la vertu dirait que le fait d'aider cette personne serait charitable ou bienveillant. »
Il faut souligner que pour un tenant de l'éthique de la vertu, l'intention de l'agent est primordiale pour juger si l'action est bonne ou non, là où le conséquentialiste ne tiendra pas compte de l'intention mais seulement des conséquences de l'action.

## Auteurs

### Antiquité et époque moderne
Aristote, et dans une moindre mesure Platon sont les précurseurs de l'éthique de la vertu dans la philosophie occidentale. Certains éthiciens de la vertu se réclament également de racines encore plus lointaines dans la philosophie chinoise. L'article d'Elizabeth Anscombe Modern Moral Philosophy (1958), qui critiquait d'une part le conséquentialisme, d'autre part ce qu'elle appelait la « conception légaliste de la morale » (reliée à une théorie des lois divines), aurait initié le retour de ce type de questionnements.

### Auteurs contemporains

#### G. E. M. Anscombe
Dans les années 1950, G.E.M. Anscombe a remis l'éthique de la vertu au goût du jour. Elle critique les modèles moraux classiques, l’insuffisance de leurs modèles psychologiques. Pour elle, le sujet agit en conscience, mais avec une connaissance pratique particulière, déterminée par les circonstances. 
« Je commencerai en établissant trois thèses que je présente dans cet article. La première  est  qu’il  ne  nous  est  pas  profitable  à  présent  de  faire  de  la  philosophie morale  et  qu’elle  devrait  être  laissée  de  côté  en  tout  cas  jusqu’à  ce  que  nous  ayons une  philosophie  adéquate  de  la  psychologie, ce  dont nous  manquons  manifestement. La  seconde  est  que  les  concepts  d’obligation  et de devoir  –  c’est-à-dire  d’obligation morale et de devoir moral –, de ce qui est bon et mal moralement et du sens moral de « doit », devraient  être abandonnés si cela est psychologiquement possible, parce que ce  sont  des  survivances, ou  des  dérivés  de  survivances, d’une  conception  antérieure de  l’éthique  qui  ne  survit  généralement  plus  et  que sans  elle  ils  sont  seulement nuisibles.  Ma  troisième  thèse  est  que  les  différences  entre  les  écrivains  anglais  bien connus  à  propos  de  la  philosophie  morale, de  Sidgwick  à  aujourd’hui, sont  de  peu 
d’importance. » (G.E.M. Anscombe, 1958, Modern Moral Philosophy, in Philosophy 33 (124), Cambridge University Press, p. 1–19 ; trad. française G. Ginvert et P. Ducray, « La philosophie morale moderne », in Klesis, No.9, 2008).
C’est pour cela qu’une morale théorique, à distance de la pratique, ne fonctionne pas. Elle s’intéresse plutôt à la personne en son entier, corps et âme, appréhendée à partir de son caractère, qu’à ses actes. La vertu et le caractère de la personne déterminent ses actes et, comme elle, sont transformés par l’exercice. Cette vision permet de resituer les actes dans un contexte plus vaste en le situant dans le contexte réel et dans l’intention ou le projet de vie du sujet. Elle évite aussi le relativisme en s’appuyant sur la quête universelle du bonheur qui fonde chaque projet de vie. La vie bonne s’acquiert alors par la pratique de l’action pour elle-même et par la fréquentation de personnes vertueuses.

#### Alasdair MacIntyre
Depuis les années 1980, ce champ compte des penseurs comme Alasdair MacIntyre. En 1981, dans Après la vertu, il montre comment nos systèmes moraux actuels, conséquentialistes ou déontologistes, sont incompatibles. Pour trouver une morale universelle, il faut retourner en amont de ces systèmes. Il revient alors à la morale des vertus d’Aristote car c’est elle qui s’appuie sur l’anthropologie la plus solide. C’est elle qui permet de faire progresser la personne vers le bien à partir de ce qu’elle est vraiment. La morale des vertus intègre l’action humaine dans des récits personnels et communautaires pour la faire progresser, et l’évaluer. Elle permet de réunifier notre vision de l’homme, du bonheur et des moyens d’y parvenir. Or justement, c’est ce que les morales des siècles précédents avaient détruit, créant une morale incohérente et inefficace, réduite à l’émotivisme.
Une vertu est une qualité humaine acquise dont la possession et l’exercice tendent à permettre l’accomplissement des biens internes aux pratiques et dont le manque rend impossible cet accomplissement. (MacIntyre, After Virtue, London: Duckworth, 1984, Traduction : Bury, Après la vertu, Paris, Puf, col. Leviathan, 1997, p. 186)
Le concept central chez MacIntyre est celui de pratique. La pratique, source du bien pour elle-même, renouvelle le concept de vertu.
Par « pratique », j'entends désormais toute forme cohérente et complexe d'activité humaine coopérative socialement établie par laquelle les biens internes à cette activité sont réalisés en tentant d'obéir aux normes d'excellence appropriées, ce qui provoque une extension systématique de la capacité humaine à l'excellence et des conceptions humaines des fins et des biens impliqués. Bouger un pion sur un échiquier n'est pas une pratique, pas plus que l'art de taper dans un ballon, mais le football et les échecs sont des pratiques. (MacIntyre, After Virtue, London: Duckworth, 1984, Traduction : Bury, Après la vertu, Paris, Puf, col. Leviathan, 1997, p. 182)
Pour le montrer, MacIntyre retrace une histoire de la vertu depuis Homère, Athènes, Aristote, saint Thomas, jusqu’aux modernes, montrant comment la morale des vertus peut s’exprimer différemment selon les contextes sociaux, en ayant toujours quelque chose d’universel, lié à la quête du bonheur.

#### Les années 1990-2000
Il a conduit à un renouvellement de l'intérêt pour les questions autour de la vertu et de l'accomplissement personnel chez les tenants même du conséquentialisme ou de l'éthique déontologique, tandis qu'il a suscité des relectures de la Doctrine de la vertu de Kant, ainsi que de Martineau, Hume et Nietzsche, menant au développement de différentes approches d'éthiques de la vertu (Michael Slote, 2001, tenant d'une éthique des soins (ou du care) et d'une position sentimentaliste par contraste avec le rationalisme moral, et Christine Swanton, 2003).
Une approche offensive des tenants de cette position prétend que la vertu est universelle, ce qui permettrait de dépasser les problèmes philosophiques tournant autour du relativisme culturel et du multiculturalisme (Martha Nussbaum, 1988).

#### En anglais
- Anscombe, G. E. M.. 1958. « Modern Moral Philosophy ». Philosophy 33 (124). Cambridge University Press: 1–19. https://www.jstor.org/stable/3749051.
- MacIntyre, Alasdair. After virtue. Vol. 99. Notre Dame: University of Notre Dame Press, 1984.

#### En français
- Konstantin Büchler, « Qu'est-ce que l'éthique des vertus ? », sur biospraktikos.hypotheses.org, 23 février 2014 (consulté le 15 mai 2017).
- André Comte-Sponville, Petit Traité des grandes vertus, PUF, 1995.
- Damien Couet, « La vertu sans la morale », sur www.laviedesidees.fr, 14 novembre 2013 (consulté le 16 mai 2017).
- Leo J. Elders, La Vie morale selon Saint Thomas d'Aquin : Une éthique des vertus, Les Plans sur Bex, Parole et Silence, 2011.
- Jean-Yves Goffi, « L'éthique des vertus et l'environnement », Multitudes, no 36,‎ 2009, p. 163-169 (lire en ligne, consulté le 14 mai 2017).
- Jean-Marie Gueullette, Pas de vertu sans plaisir : La vie morale avec saint Thomas d'Aquin, Paris, Cerf, 2016.
- Gilles Guigues, La Vertu en acte chez Aristote. Une sagesse propre à la vie heureuse, Paris, Éditions L'Harmattan, coll. "Ouverture philosophique", 2016.  (ISBN 978-2-343-09585-1).
- Sandra Laugier (dir.), La voix et la vertu. Variétés du perfectionnisme moral, Paris, PUF, 2010.
- Marie-Anne Paveau, Langage et morale. Une éthique des vertus discursives, Limoges, Lambert-Lucas, 2013.